# Richard Neville (16e comte de Warwick)
Pour les articles homonymes, voir Richard Neville et Warwick.
Richard Neville (22 novembre 1428–14 avril 1471), 16e comte de Warwick et 6e comte de Salisbury, est un homme politique et leader anglais. Il est principalement actif durant la guerre des Deux-Roses, et le pouvoir qu'il accumule en passant d'un camp à l'autre durant le conflit, tout comme ses qualités de stratège hors pair, lui valent le surnom de « Warwick le faiseur de rois » (« Warwick the Kingmaker »).
Grâce à des mariages et des héritages chanceux, Warwick s'impose comme l'un des principaux barons anglais des années 1450. Il soutient d'abord le roi Henri VI, de la maison de Lancastre, mais rallie l'opposition, menée par le duc Richard d'York. Lorsque la guerre ouverte éclate, Warwick se distingue lors de la première bataille de St Albans et joue un rôle crucial dans le renversement d'Henri au profit d'Édouard IV, le fils de Richard d'York, en 1461. Les relations entre le nouveau roi et le plus puissant de ses sujets, d'abord excellentes, tournent à l'aigre au bout de quelques années, et Warwick finit par rallier le camp lancastrien et rétablit Henri VI sur le trône en 1470. Son triomphe est de courte durée : il est vaincu et tué par Édouard à la bataille de Barnet quelques mois plus tard.

## Origines
Issue de la région de Durham, la famille Neville se distingue dans les guerres contre les Écossais au XIVe siècle : Ralph Neville est titré comte de Westmorland en 1397. Son fils Richard, le père de Warwick, est issu d'un second mariage, et ne doit pas hériter du titre comtal. Cependant, son mariage avec Alice Montagu, seule héritière de Thomas Montaigu et d’Éléonore Holland, lui permet de devenir comte de Salisbury de jure uxoris le 7 mai 1429.
Le premier fils de Richard et Alice, également nommé Richard, naît le 22 novembre 1428. On sait peu de choses de son enfance. À l'âge de six ans, il est fiancé à Anne de Beauchamp, la fille du comte de Warwick Richard de Beauchamp et de son épouse Isabelle le Despenser. Il se retrouve ainsi héritier présomptif d'une bonne partie des biens des familles Neville, Montaigu, Beauchamp (du Worcestershire) et Despenser. Qui plus est, les circonstances jouent en sa faveur : le fils de Beauchamp, Henry, meurt en 1446, et sa fille unique Anne le suit dans la tombe trois ans plus tard, permettant à Richard de devenir comte de Warwick de jure uxoris. La transmission ne se fait pas sans heurt : de longues querelles judiciaires s'engagent au sujet des terres associées au titre, en particulier avec le duc de Somerset Edmond Beaufort, marié à une demi-sœur d'Henry de Beauchamp, et favori de la reine Marguerite d'Anjou.
Richard est fait chevalier vers 1445, probablement au moment du couronnement de la reine Marguerite, le 30 mai 1445. Une charte de 1449 le mentionne comme ayant servi pour le roi Henri VI ; il est possible qu'il ait participé à la guerre anglo-écossaise de 1448-1449. Lors de la rébellion manquée du duc d'York Richard Plantagenêt en 1452, Warwick et son père restent fidèles au roi.

## La guerre civile
En juin 1453, le duc de Somerset se voit confier la garde de la seigneurie de Glamorgan, une partie de l'héritage de Despenser jusqu'alors détenue par Warwick. Le conflit entre eux éclate alors au grand jour. Somerset, favori du roi Henri, profite du choc mental qui saisit le roi durant l'été pour s'emparer des rênes du gouvernement. Warwick, en position de faiblesse, se rapproche alors du duc d'York (dont la femme Cécile Neville est sa tante paternelle). Cependant, les défaites anglaises en France durant la dernière phase de la guerre de Cent Ans portent préjudice à l'autorité de Somerset, et le 27 mars 1454, les conseillers du roi nomment Richard d'York Lord Protecteur. Il reçoit le soutien de Warwick, mais également celui de son père, le comte de Salisbury, dont les relations avec la famille Percy ne cessent de s'envenimer.
Henri VI est suffisamment rétabli pour reprendre les rênes du pouvoir au début de l'année 1455, et il ne tarde pas à rétablir Somerset dans ses anciennes prérogatives. Warwick, Salisbury et York retournent dans leurs domaines respectifs et commencent à y lever des troupes. En route vers Londres, ils se heurtent aux hommes du roi à St Albans. La bataille qui s'ensuit, relativement brève et bénigne, constitue néanmoins le premier engagement armé entre les maisons d'York et de Lancastre dans le conflit qui prend par la suite le nom de guerre des Deux-Roses. Somerset y trouve la mort, et le roi tombe aux mains du duc d'York.
Le second protectorat de Richard d'York est encore plus bref que le premier : à la réunion du Parlement de février 1456, le roi reprend personnellement en main le gouvernement du pays, désormais sous l'influence de sa femme, la reine Marguerite d'Anjou. Warwick a dès lors pris le relais de son père comme principal allié d'York : il se rend en personne à ce Parlement pour s'opposer à un éventuel châtiment décidé contre lui. Sa nomination au poste de capitaine de Calais durant le protectorat d'York lui offre une base solide pour les années qui suivent : outre son importance stratégique, la ville de Calais abrite l'armée la plus importante du royaume.
La reine Marguerite considère toujours Warwick comme une menace et lui coupe les vivres. Cependant, un raid français sur le port de Sandwich en août 1457 fait naître des craintes d'invasion qui profitent à Warwick : ce dernier retrouve des fonds pour assurer la défense de Calais, mais aussi de la côte anglaise. Au mépris de l'autorité royale, il se livre à de fructueux actes de piraterie à l'encontre de navires castillans en mai 1458, puis d'une flotte hanséatique quelques semaines plus tard. Il profite également de sa présence sur le continent pour entrer en contact avec le roi de France Charles VII et le duc de Bourgogne Philippe le Bon. Après s'être ainsi constitué un réseau de relations à l'étranger, il rentre en Angleterre avec une partie de la garnison de Calais, tout auréolé de ses succès militaires, et retrouve son père et le duc d'York durant l'automne 1459.

## Le triomphe de la maison d'York
Warwick retourne en Angleterre en septembre 1459 et se rend à Ludlow pour y retrouver son père, tout juste revenu de sa victoire contre les Lancastriens à Blore Heath, et le duc d'York. L'armée royale vainc leurs troupes à Ludford Bridge, en partie à cause de la défection du contingent calaisien de Warwick, dirigé par Andrew Trollope – les soldats étaient encore en majorité réticents à l'idée de combattre leur roi. York s'enfuit à Dublin avec son fils cadet Edmond, comte de Rutland, tandis que Warwick retourne à Calais avec son père et le fils aîné d'York, Édouard, comte de March. Le duc de Somerset Henri Beaufort est nommé capitaine de Calais, mais la garnison de la ville reste fidèle à Warwick et aux Yorkistes.
Warwick se rend en Irlande en mars 1460 pour conférer avec le duc d'York, puis rentre à Calais pour préparer ses prochains mouvements. Il débarque à Sandwich le 26 juin, accompagné de son père et du comte de March, et prend le chemin de Londres. Le comte de Salisbury reste pour occuper la Tour de Londres, tandis que Warwick et March poursuivent leur route vers le nord, à la poursuite du roi en fuite. Le roi est fait prisonnier le 10 juillet, au terme de la bataille de Northampton, durant laquelle le duc de Buckingham trouve la mort.
Le duc d'York revient d'exil en septembre et annonce clairement son intention de monter sur le trône, un geste qui choque le Parlement. Warwick avait-il connaissance des projets du duc ? Il est possible qu'ils se soient mis d'accord à ce sujet lors de la visite de Warwick en Irlande en mars. Cependant, l'usurpation du duc ne saurait être acceptée par les barons de la Chambre des lords, et un compromis est trouvé : par l'Acte d'Accord du 25 octobre, Henri VI doit régner jusqu'à sa mort, après quoi le duc d'York lui succédera au détriment de son fils, le prince de Galles Édouard de Westminster.
Cependant, le compromis ne satisfait aucun des deux camps, et la guerre ne tarde pas à reprendre. Le duc d'York est tué le 30 décembre à Wakefield, tout comme son deuxième fils Edmond et Thomas Neville, frère cadet de Warwick. Son père, le comte de Salisbury, est exécuté le lendemain de la bataille. Warwick est à son tour vaincu à la seconde bataille de St Albans, en présence de la reine Marguerite d'Anjou. En déroute, il rallie le désormais duc Édouard d'York, qui vient de remporter une précieuse victoire à Mortimer's Cross.
Warwick et Édouard profitent des hésitations de la reine Marguerite pour se précipiter à Londres. Terrifiés par les récits des atrocités commises par les troupes des Lancastre, les Londoniens leur font bon accueil. Le 4 mars 1461, le prince est proclamé roi sous le nom d'Édouard IV par une assemblée populaire. Le nouveau roi se dirige vers le nord pour assurer son titre et croise le fer avec les partisans d'Henri à Towton, dans le Yorkshire. Blessé à la jambe la veille, à Ferrybridge, Warwick ne semble avoir joué qu'un rôle mineur dans la bataille de Towton. Particulièrement sanglante pour l'époque, cette bataille se solde par une victoire sans appel des Yorkistes. Plusieurs Lancastriens d'importance restent sur le champ de bataille, notamment le comte de Northumberland et Andrew Trollope. La reine Marguerite s'enfuit en Écosse avec son mari et leur fils. Édouard IV rentre alors à Londres pour son couronnement, tandis que Warwick reste dans le nord pour pacifier la région.

## L'apogée
Warwick est au sommet de sa gloire après l'avènement d'Édouard IV. Ayant déjà hérité des possessions de son père, il devient également comte de Salisbury à la mort de sa mère en 1462, et reçoit les terres qui vont avec. Son revenu annuel s'élève alors à plus de 7 000 £ : il est l'homme le plus riche d'Angleterre après le roi. Édouard confirme Warwick à la capitainerie de Calais et lui confère également d'autres postes, parmi lesquels ceux d'intendant du duché de Lancastre. Ses frères profitent eux aussi de la situation : John Neville est nommé gardien de la Marche orientale en 1463, puis créé comte de Northumberland l'année suivante, tandis que George Neville, déjà évêque d'Exeter, est confirmé à son poste de chancelier ; leur oncle William Neville est fait amiral d'Angleterre.
La situation dans le nord du royaume est apaisée à la fin de l'année 1461, et Warwick parvient à négocier une trêve avec l'Écosse durant l'été 1462. En octobre, Marguerite d'Anjou envahit le royaume à l'aide de troupes françaises et s'empare des châteaux d'Alnwick et de Bamburgh. Warwick parvient à les reprendre, mais les leaders de la rébellion lancastrienne restent à la tête de leurs châteaux respectifs. Il juge toutefois la situation suffisamment bonne pour se rendre dans le sud : il supervise l'inhumation des restes de son père et de son frère au prieuré de Bisham en février 1463, et assiste à une session parlementaire en mars à Westminster.
Cependant, le nord se révolte à nouveau, et Ralph Percy vient assiéger le château de Norham à l'été 1463. Warwick parvient à dégager Norham, mais le Northumberland reste aux mains des partisans des Lancastre. Le gouvernement royal conclut alors des trêves avec la France et l'Écosse, afin d'isoler les insurgés, et Warwick peut ainsi reprendre les châteaux tenus par les rebelles en Northumbrie au printemps 1464. La clémence n'est plus à l'ordre du jour : une trentaine de chefs rebelles sont exécutés.

## Des relations tendues

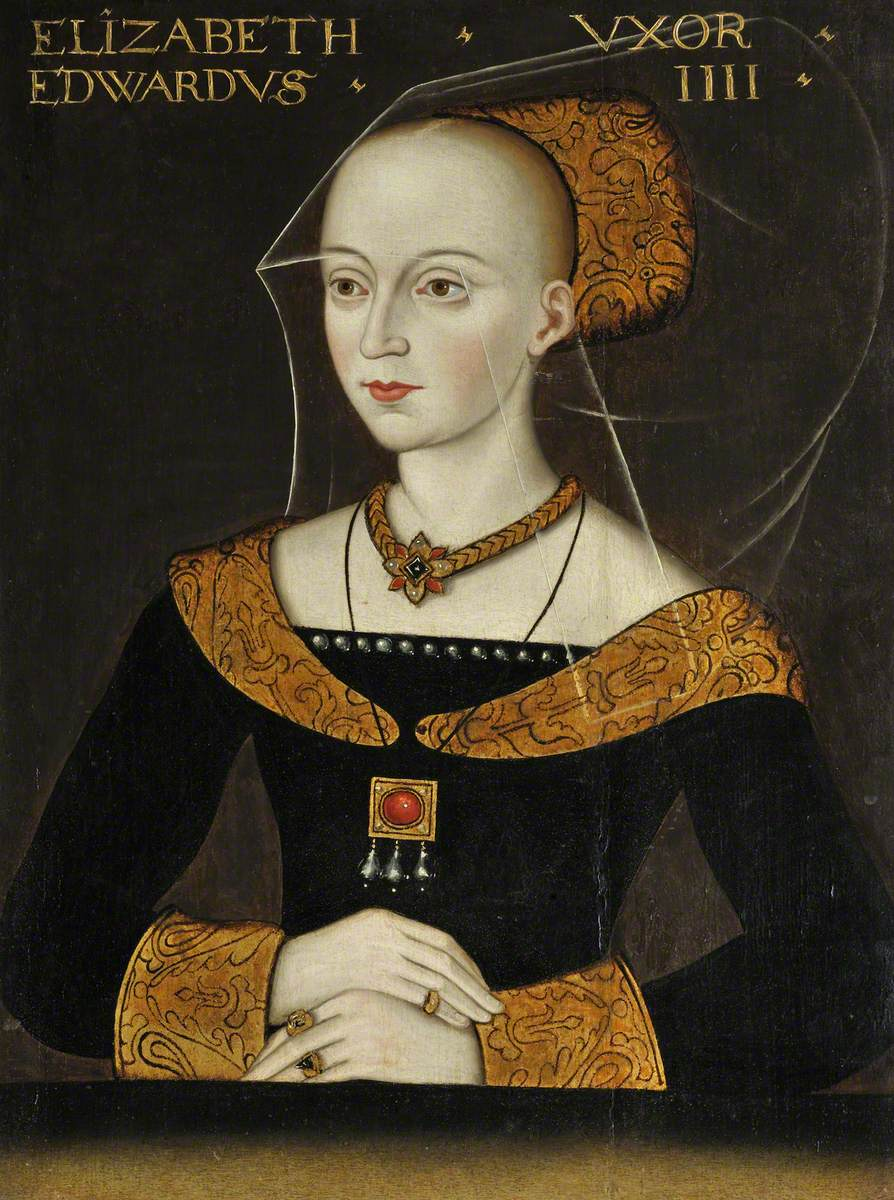
Le mariage du roi avec Élisabeth Woodville marque un refroidissement de ses relations avec Warwick.

Lors des négociations avec les Français, Warwick a laissé entendre qu'un mariage entre le roi Édouard et une princesse française serait envisageable, par exemple avec Bonne de Savoie, la belle-sœur de Louis XI. Ce projet n'est cependant jamais concrétisé : en septembre 1464, Édouard révèle au grand jour qu'il s'est marié en secret, quelques mois plus tôt, avec Élisabeth Woodville, une jeune veuve de la petite noblesse anglaise, dont la famille et le défunt mari étaient lancastriens. Pour Warwick, c'est une nouvelle accablante : ses projets de mariage français sont réduits à néant, alors qu'il avait assuré les Français de l'intérêt du roi. En outre, l'idée qu'Édouard a ainsi pu lui cacher une information aussi importante n'a rien pour lui plaire.
Qui plus est, la famille Woodville prend le pas sur les Neville à la cour, raflant honneurs et alliances prestigieuses. Dès lors, Warwick fréquente de moins en moins souvent la cour, bien que la rupture ne soit pas encore consommée entre les deux hommes : preuve en est l'élévation de George Neville au rang d'archevêque d'York en 1465. La même année, c'est Warwick qui escorte l'ancien roi Henri VI, récemment capturé, jusqu'à sa cellule à la Tour de Londres ; il accueille également dans sa famille le plus jeune frère d'Édouard, Richard, pour parfaire son éducation.
Warwick retourne en mission diplomatique auprès des Français et des Bourguignons au printemps 1466, pour trouver un mari à la sœur d'Édouard, Marguerite. Il penche de plus en plus du côté des Français, mais le nouveau beau-père d'Édouard, Lord Rivers, devenu Lord grand trésorier après le mariage de sa fille, favorise davantage une alliance bourguignonne. Édouard finit par conclure un traité secret avec la Bourgogne en octobre, rendant les négociations de Warwick avec les Français entièrement vaines. Lorsque le roi renvoie George Neville de la chancellerie et qu'il refuse d'envisager un mariage entre son frère Georges, duc de Clarence, et la fille aînée de Warwick, Isabelle, celui-ci comprend que Rivers l'a supplanté comme force dominante au sein du gouvernement.
La rumeur court à l'automne 1467 du ralliement de Warwick à la cause lancastrienne. S'il refuse de venir se justifier devant la cour, le roi accepte néanmoins son démenti écrit. Quelques mois plus tard, en juin 1468, on découvre l'implication du lieutenant de Warwick à Calais, John Wenlock, dans un complot lancastrien. Un autre de ces complots, impliquant le comte d'Oxford, est dévoilé en janvier 1469. Édouard semble de plus en plus impopulaire, ce dont Warwick va tenter de profiter

## Rébellions
Warwick organise alors une révolte dans le Yorkshire, sans être présent sur place. Il projette de rallier à sa cause le frère cadet du roi, le duc de Clarence, peut-être afin de le placer sur le trône à son tour. Clarence, qui n'a alors que dix-neuf ans, présente déjà plusieurs des qualités de son frère aîné, mais il fait également preuve de jalousie et d'ambition. De plus, bien qu'Édouard ait déjà des enfants, il n'a pas encore de fils - donc les droits de sa dynastie sont encore chancelants. En juillet 1469, Warwick et Clarence se rendent à Calais, où ce dernier épouse Isabelle Neville. De retour en Angleterre, ils lèvent des hommes dans le Kent pour soutenir les révoltés du Nord. À Edgecote Moor, le 26 juillet, ils triomphent des troupes du roi menées par le comte de Pembroke, qui laisse la vie sur le champ de bataille, et le comte de Devon, qui ne parvient à s'enfuir que pour être rattrapé et exécuté le lendemain,. Quelques semaines plus tard, Lord Rivers et son fils John sont eux aussi capturés et exécutés. Après la défaite de son armée, le roi est arrêté sur ordre de l'archevêque Neville. Il est emprisonné au château de Warwick, puis au château de Middleham. Afin de déposer Édouard, les révoltés font courir le bruit que celui-ci n'est pas le fils légitime de Richard d'York ; mais les Lords ne les soutiennent pas, et l'ancien pupille de Warwick, Richard, duc de Gloucester, lève une armée pour contraindre les conjurés à céder. Gouverner sans appuis s'avère impossible, et Warwick finit par libérer Édouard en septembre 1469.
Pendant quelques mois, un modus vivendi s'établit entre Warwick et le roi, mais le rétablissement de Henry Percy en son comté de Northumberland, au détriment du frère de Warwick John, empêche toute véritable réconciliation entre les deux hommes. Un complot contre le roi, organisé par Warwick, est déjoué en mars 1470 après la défaite de Lord Welles à Losecoat Field et ses aveux. Warwick quitte à nouveau l'Angleterre avec Clarence et ses filles Isabelle et Anne, mais se voit refuser l'entrée à Calais et se réfugie auprès du roi de France. Ce dernier patronne en juillet la réconciliation forcée de Warwick avec Marguerite d'Anjou, scellée par le mariage prévu entre le fils de Marguerite, Édouard de Westminster, et Anne Neville. L'objectif final de cette alliance improbable entre les deux anciens ennemis mortels est de rendre le trône à Henri VI,.
Warwick organise une nouvelle rébellion dans le Nord, ce qui lui permet de détourner les forces du roi et de débarquer ses troupes à Darmouth et à Plymouth le 13 septembre 1470. Il est rallié par son frère, Lord Montagu, déçu qu'Édouard n'ait pas récompensé sa loyauté lors de la précédente révolte. Le roi est pris à revers par cette défection : encerclé, il est contraint de fuir vers les Pays-Bas bourguignons le 2 octobre. Henri est rétabli sur le trône, mais c'est Warwick, nommé lieutenant du royaume (également Lord-grand-amiral), qui exerce le pouvoir, tandis que Marguerite reste de l'autre côté de la Manche. En novembre, le Parlement dépouille Édouard de ses terres et de ses titres, et le duché d'York est attribué à Clarence.

## La chute de Warwick

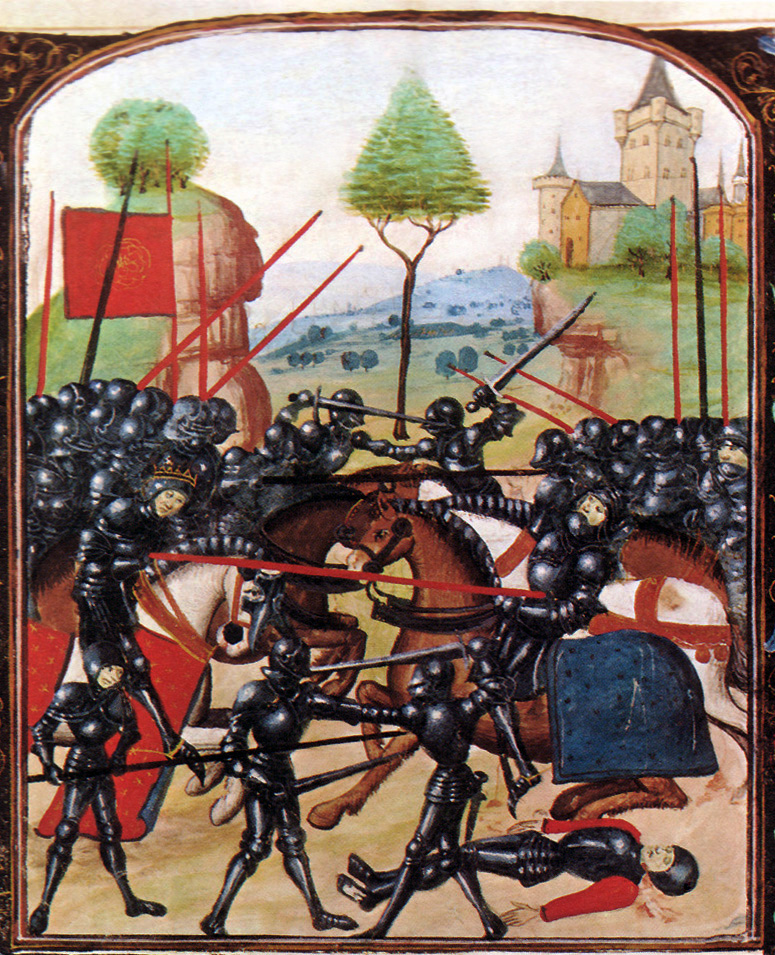
Warwick est tué à la bataille de Barnet.

Les affaires internationales entrent en jeu au début de l'année 1471. Louis XI déclare la guerre à la Bourgogne, et le duc Charles le Téméraire, beau-frère d'Édouard, réagit en lui accordant une force expéditionnaire pour lui permettre de reprendre le trône. Il débarque à Ravenspurn, dans le Yorkshire, le 14 mars, avec l'accord du comte de Northumberland. Son frère Clarence, comprenant que le retour des Lancastre ne fait finalement pas ses affaires, se réconcilie avec son frère, une défection grave pour les affaires de Warwick, qui attend toujours l'arrivée de Marguerite, coincée en France par le mauvais temps. Il rencontre l'armée d'Édouard à Barnet le 14 avril. Le brouillard sème la confusion dans les rangs des Lancastriens, qui finissent par s'attaquer les uns les autres. Warwick tente de s'enfuir, mais il est jeté à bas de son cheval et tué.
Les corps de Warwick et de son frère Montagu, lui aussi tué à Barnet, sont exposés à la cathédrale Saint-Paul de Londres afin de mettre un terme aux rumeurs voulant qu'ils aient survécu, avant d'être confiés à l'archevêque Neville, qui les fait inhumer dans la nécropole familiale du prieuré de Bisham.
Le 4 mai, Édouard IV triomphe des derniers Lancastriens de la reine Marguerite à la bataille de Tewkesbury, durant laquelle le prince Édouard est tué. La mort du roi Henri VI à la Tour de Londres est rendue publique peu après. L'extinction de la lignée directe des Lancastre permet à Édouard IV de régner sans nouvelle interruption jusqu'à sa mort, en 1483.
Les titres et postes de Warwick sont partagés entre les frères du roi, le duc de Clarence et le duc de Gloucester. Clarence devient Lord Chambellan et Lord Lieutenant d'Irlande et reçoit les comtés de Warwick et de Salisbury, tandis que Gloucester est nommé Amiral d'Angleterre et Gardien de la Marche occidentale. Une querelle éclate entre les deux frères au sujet de l'héritage Beauchamp et Despenser lorsque Gloucester épouse en juillet 1472 Anne Neville, veuve du prince Édouard. Un compromis royal est appliqué en divisant les terres concernées, mais Clarence n'est pas satisfait et recommence à comploter contre le roi. Celui-ci, estimant avoir été suffisamment clément avec lui par le passé, le fait exécuter en 1478. Sa fille Isabelle décédée en 1476, les uniques descendants de Warwick, Margaret Pole et Édouard sont confiés d'abord à Thomas Grey, fils de la reine Élisabeth, puis, à la mort d'Édouard IV, à leur tante Anne, qui devient reine. Édouard, tout d'abord héritier de Richard III, perd cette qualité à la mort d'Anne, et est emprisonné par Henri VII jusqu'à son exécution en 1499 : étant fils du duc de Clarence, il avait toujours des droits sur le trône.

## Postérité

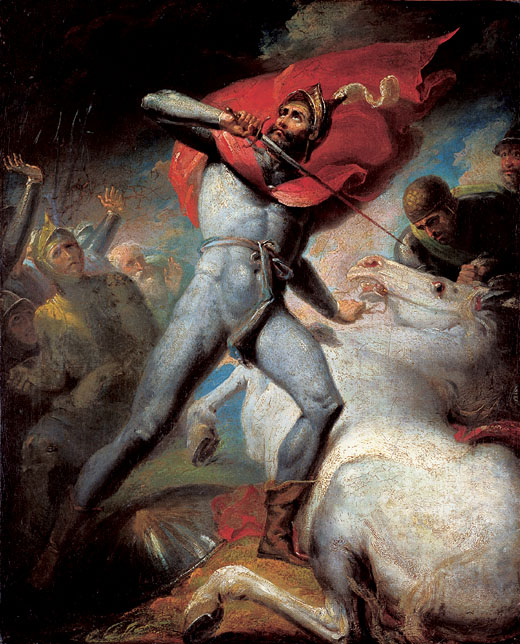
Le Vœu du comte de Warwick avant la bataille de Towton, toile de Henry Tresham (1797), illustre une scène de Shakespeare.

Les sources d'époque jettent deux regards opposés sur Warwick. Il est dépeint sous un jour positif par les chroniques des premières années yorkistes et dans les œuvres qui s'en inspirent, comme The Mirror for Magistrates (1559), qui le présente comme un personnage glorieux et adoré du peuple, trahi par celui qu'il a porté sur le trône. En revanche, les chroniques rédigées à la demande d'Édouard IV après la chute du comte (par exemple l'Historie of the arrivall of Edward IV) le dépeignent de manière plus négative. C'est ainsi qu'il apparaît dans la trilogie dramatique Henri VI de William Shakespeare comme un homme orgueilleux et égocentrique, qui couronne et dépose des rois selon son bon vouloir. Son surnom de « faiseur de rois » apparaît sous sa forme latine (regum creator) chez John Mair en 1521. Le premier à l'utiliser en anglais (Kingmaker) est Samuel Daniel, en 1609, mais il n'entre réellement dans l'usage qu'au XVIIIe siècle, avec David Hume.
À partir du XVIIIe siècle, c'est la vision négative de Warwick qui domine chez les historiens whigs : il est considéré comme un obstacle sur le chemin du développement d'une monarchie constitutionnelle centralisée. David Hume le décrit comme « le dernier et le plus grand des puissants barons qui dominaient jadis la couronne et empêchaient tout système régulier de gouvernement civil populaire ». Les écrivains sont dès lors partagés entre l'admiration de certains traits de caractère de Warwick et le rejet de ses actes politiques. Le romancier Edward Bulwer-Lytton le choisit comme héros de son roman Le Dernier des barons (1843), le dépeignant comme un héros tragique, incarnation des valeurs dépassées de la chevalerie. À la fin du XIXe siècle, l'historien militaire Charles Oman souligne ses faiblesses de leader militaire, tout en reconnaissant son talent d'orateur. Paul Murray Kendall présente Warwick de manière positive dans sa biographie (1957), mais conclut que son ambition excessive a causé sa perte.
Plus récemment, des historiens comme Michael Hicks ou A. J. Pollard (en) ont cherché à envisager Warwick dans le contexte de son époque, plutôt qu'à travers le prisme d'idéaux constitutionnels postérieurs. En ce sens, il ne faut pas minimiser la façon dont Édouard l'a traité, en se mariant à son insu ou en rejetant l'optique d'une diplomatie pro-française. Ce n'est pas par mégalomanie qu'il se considérait comme un personnage important de la scène politique : il jouissait également d'une position de premier plan dans les cours d'Europe. En outre, il bénéficie toujours d'une popularité importante lors de sa première rébellion en 1469, ce qui prouve que ses contemporains ne considéraient pas cette façon de faire comme une trahison. D'un autre côté, il était impossible pour Édouard de supporter la présence de Warwick sur la scène politique : sa puissance et son influence l'empêchaient d'asseoir définitivement son autorité. En ce sens, le conflit entre eux était inévitable.

### Famille

Arbre généalogique simplifié de Richard Neville.